# 2921 Sophocles
2921 Sophocles è un asteroide della fascia principale. Scoperto nel 1960, presenta un'orbita caratterizzata da un semiasse maggiore pari a 3,2467840 UA e da un'eccentricità di 0,1540405, inclinata di 1,46831° rispetto all'eclittica.